# Церковь Михаила Архангела (Каменоломни)
Церковь Михаила Архангела ― православный храм в посёлке Каменоломни, Октябрьский район, Ростовская область, Россия. Относится к Нижнедонскому благочинию Шахтинской и Миллеровской епархии. Является объектом культурного наследия России.

## История
Рядом с хутором Максимовский (старое название посёлка Каменоломни) в конце XIX был образован хутор Новогрушевский, заселенный молодыми казачьими семьями из станицы Кривянской. Два хутора друг от друга отделял небольшой ручей. В Новогрушевской через некоторое время был построен храм и церковно-приходская школа. В годы Второй мировой войны этот храм был разрушен, поэтому богослужения были перенесены в жилой дом, который вскоре был переоборудован в детский дом.
Начиная с 1948 года члены православной общины молитвенного дома собирает средства, на которые впоследствии выкупаются отдельные земельные участки и домовладения. С годами они преобразуются в храм, действующий и по сей день. Возводятся хозяйственные постройки, колокольня с золотыми куполами, учреждается новая воскресная школа.
В 1980-х годах была проведена реконструкция храма, во время которой он обзавёлся стенами из красного кирпича.
В 1992 году здание храма было признано объектом культурного наследия местного значения.